# Gonopteronia albopunctata
Gonopteronia albopunctata är en fjärilsart som beskrevs av Bethune-Baker 1906. Gonopteronia albopunctata ingår i släktet Gonopteronia och familjen nattflyn. Inga underarter finns listade i Catalogue of Life.